# Sanitätskreis
Ein Sanitätskreis ist ein Gemeindeverband im österreichischen Bundesland Burgenland.
Verordnet werden die Sanitätskreise durch die Burgenländische Landesregierung. Durch diese können bei Änderung der Gegebenheiten diese ebenfalls geändert oder aufgelöst werden. Als Grundlage zur Gründung der Kreise werden die Bevölkerungszahlen und die geographische bzw. verkehrstechnische Lage der Gemeinden herangezogen.
Je Sanitätskreis gibt es einen Kreisarzt, mit der Funktion eines Gemeindearztes für eine größere Anzahl von Gemeinden, in denen diese Funktion im Gegenzug nicht besetzt ist, wahrnimmt.
Organisatorisch wird der Sanitätskreis durch den Sanitätsausschuss mit einem Obmann und einem -stellvertreter vorsteht. Mitglieder des Ausschusses sind Gemeinderatsmitglieder der zum Kreis gehörenden Gemeinden. Die Anzahl der Ausschussmitglieder richtet sich nach der Größe der Mitgliedsgemeinde und kann nach geltendem Recht bis zu sechs Mitglieder pro Gemeinde betragen. Die Kosten für die Verwaltung sowie dem Arzt werden aliquot auf die Gemeinden abhängig von der Bevölkerungszahl aufgeteilt. Die Ausschussmitglieder selbst üben ihre Tätigkeit ehrenamtlich aus.